# Zamfara United FC
Zamfara United FC is een Nigeriaanse voetbalclub uit Gusau die in de Premier League uitkomt, dit is de hoogste divisie in Nigeria. Ze spelen hun thuiswedstrijden in het Sardauna Memorial Stadion.

## Busongeval
Het dieptepunt in de geschiedenis van de club speelde zich af op 20 februari 2009, toen de spelersbus bij een frontale botsing met een auto was betrokken. De afgevaardigde, Ado Umar, was op slag dood. Abdullah Sabiu, een speler die nog maar pas getekend had bij de club stierf de volgende dag aan zijn verwondingen. De clubs Kano Pillars FC, Enyimba FC, Julius Berger FC, Gombe United FC en Wikki Tourists FC hebben de club geholpen door hen in totaal zeven spelers vrij te transfereren. Zo kon de club het seizoen uitspelen, vele spelers kwamen namelijk door het trauma niet meer aan spelen toe.